# 角野達洋
角野 達洋（かどの たつひろ、1965年5月22日 - ）は、北陸放送（MRO）の社員、元アナウンサー。

## 来歴・人物
金沢市立金石中学校・石川県立金沢泉丘高等学校を経て早稲田大学卒業後、1989年にMRO入社。同期に川瀬裕子、河内孝博（現声優）などがいる。
ニックネームは自他ともに認めるように「エロガッパ」である。生放送中の番組内でもリスナーやパーソナリティからそう呼ばれることがある。なお、公式サイト上では「たっぽぽ」と記載されていた時期もあったが、のち削除されている。
2020年3月23日放送のあさ☀ダッシュ!にて2020年3月31日付けでアナウンス部から東京支社に異動することを報告。31年間のアナウンサー人生にピリオドを打つことになった。

## エピソード
- 大学時代は、公務員志望でアナウンス研究会等には入っていなかったが、たまたまMROテレビのアナウンサー募集を見て「ちょっと受けてみようかな」の気持ちで受けたらアナウンサーになったと話している。
- アナウンサー試験時の面接官で新人時代に初めて指導を受けた大多健一から「自分を褒めるメッセージは紹介するな」の教えを守っていて自分自身のポリシーとしていた[注釈 2]。

### 角野達洋 ザ・ウンチクミュージック
2004年スタート。洋楽好きの角野が、日ごろよく耳にする洋楽を1日1曲取り上げ、その曲にまつわるさまざまなエピソードを紹介する10分番組。放送日は毎週月曜日の18:10 - 18:20（JST）。毎週土曜日の17:50 - 18:00（JST）などに放送していた時期もあった。再放送は土曜日の5:30 - 5:40（JST）。
オープニングテーマはルベッツの「Sugar Baby Love」。
番組で取り上げる曲は、当初は角野自身で選んでいたが、最近はリスナーからのリクエストがほとんどである。ただし番組で一度取り上げた曲は取り上げない。リクエスト曲がカバー曲だった場合、紹介がてら原曲も少しかけることもある。
以前、同番組のコマーシャルにおいて、エリック・クラプトンの『いとしのレイラ』を取り上げ、「レイラって誰か知ってるか？（中略）"ザ・ウンチクミュージック"を聴いてみな。答えが分かるぜ！」と言っていたが、毎回答えを言っているわけではなかった（別の番組へのリスナーからのメッセージでそのことを指摘されていた）。

## アナウンサー時代の担当・出演番組

### テレビ
- MROニュース（随時）
- 角野くんの○○マンデー（司会）
- ごちそうフライデー（ナレーション）
- いしかわポジティブ宣言 月曜から絶好調!!（司会）
- MRO旅フェスタ2013　行くならここでしょ!（2013年6月23日）
- MROテレビ開局60周年特番 サンキューMリバディ!（2018年12月1日）
- おはようクジラ
- 金沢百万石まつり特番
- ツエーゲン金沢戦実況中継（DAZN等で放送）

### ラジオ
- MROニュース（随時）
- 今日も“シャキ”っと（月曜日 - 金曜日担当）
- Oh!　新世界（月曜日 - 金曜日担当）
- 夜は本多町パラダイス（2010年度、金曜日担当）
- げつきんワイド!おいね★どいね（木曜2部パーソナリティ）
- 電リクトレジャーズ
- イブニングソニック
- 角野達洋 ザ・ウンチクミュージック
- 達洋・まさひこのアディショナルタイム（2012年10月 - 2019年12月28日）
- あさ☀ダッシュ!（2016年3月 - 2020年3月24日 月曜・火曜担当[注釈 3]）
- 今・おも・ラジオ〜石川のラジオは今も面白い〜（2010年12月18日、NHK金沢放送局・エフエム石川との共同制作番組）
- 石川トヨタHAATグループスポーツスペシャル　金沢マラソン2015（2015年11月15日）
- MRO年越しレディオ カウントダウン2016（2015年12月31日）
- 石川トヨタHAATグループスポーツスペシャル　金沢マラソン2016（2016年10月23日）
- 石川トヨタHAATグループスポーツスペシャル　金沢マラソン2017（2017年10月29日）